# بکه‌شوو (شهرستان کوگارچینسکی، باشقیرستان)
بکه‌شوو (انگلیسی: Bekeshevo, Kugarchinsky District, Republic of Bashkortostan) یک شهرک در شهرستان کوگارچینسکی جمهوری باشقیرستان در کشور روسیه است.